# Oppenheim (famiglia)

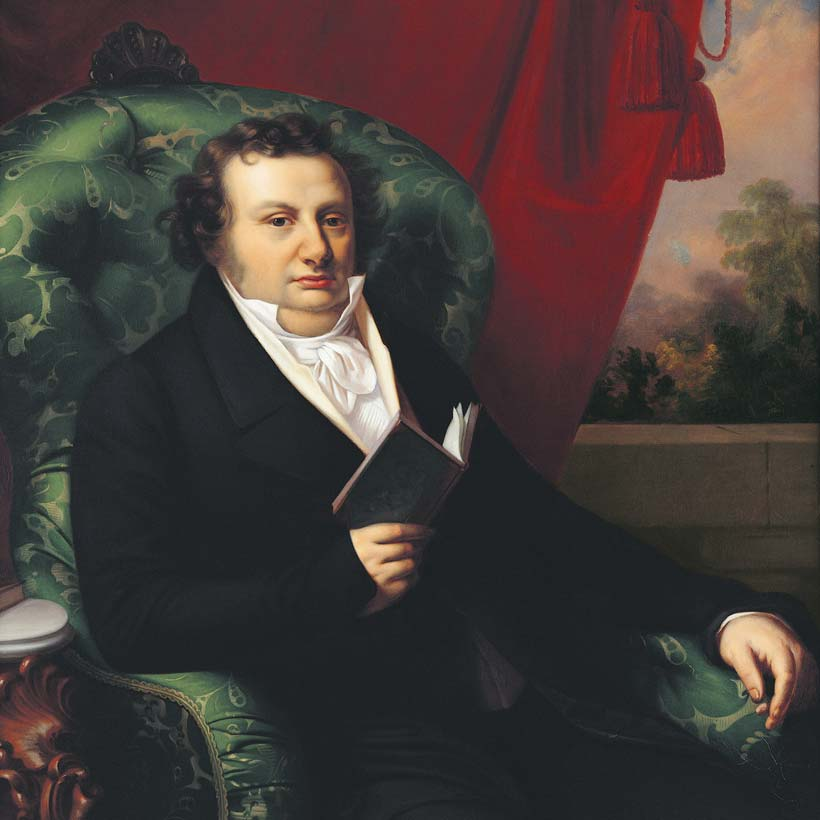
Ritratto di Salomon Oppenheim (1772-1828)

La famiglia Oppenheim è originaria della cittadina di Oppenheim nell'attuale Renania-Palatinato, e costituisce un ramo della famiglia ebraica Oppenheimer, discendente da Amschel Oppenheim, morto intorno al 1505 a Worms.

## Storia
Progenitore della famiglia Oppenheim fu Samuel, commerciante di Worms, nato intorno al 1550 e morto prima del 1601. 
I suoi successori svolsero l'attività bancaria a Francoforte sul Meno nel Settecento.
Nel 1740 un membro della famiglia si trasferì da Francoforte a Bonn, dove l'arcivescovo di Colonia e principe elettore Clemente Augusto I di Wittelsbach lo aveva insediato e protetto, insieme ad altri commercianti israeliti, come ebreo di corte.
Salomon Oppenheim il giovane nacque a Bonn, e nel 1789 fondò una società di cambio e commissioni, che divenne la Bankhaus Oppenheim e nel 1904 si trasformò in società in accomandita per azioni con il nome di Sal. Oppenheim jr. & Cie. KGaA, banca privata che è tuttora in attività.
Il figlio di Salomone, Abraham, fu uno dei due fondatori della Darmstädter Bank für Handel und Industrie, la prima banca tedesca in forma di società per azioni, nel 1853.
Nel 1868 gli Oppenheim ottennero il titolo di baroni in Austria-Ungheria e in Prussia.